# 亚历山大·弗拉基米罗维奇·斯塔罗沃伊托夫
亚历山大·弗拉基米罗维奇·斯塔罗沃伊托夫（羅馬化：Aleksandr Sergeyevich Starovoytov；1940年10月18日—2021年7月17日）是俄罗斯军事领导人、俄罗斯联邦英雄、军衔为大将。他也曾为克格勃服务，专门研究通信技术。
2021年7月17日，斯塔罗沃伊托夫于莫斯科逝世，并被安葬于特罗耶库罗夫公墓